# Marcin Pobuta
Marcin Pobuta (ur. 5 sierpnia 1975 w Poznaniu) – polski hokeista na trawie, halowy wicemistrz świata, wicemistrz Europy, olimpijczyk z Sydney 2000.
Zawodnik grający na pozycji bramkarza. Przez całą karierę sportową reprezentował klub Grunwald Poznań. Mistrz Polski na otwartym stadionie w latach 1993, 1994, 1996, 1997, 1999-2002 oraz w hali w latach 1992, 1993, 2001. W roku 1997 zajął 3. miejsce w klubowym Pucharze Zdobywców Pucharów.
W reprezentacji Polski rozegrał 109 meczów (w latach 1993-2011).
w roku 1996 zdobył z młodzieżową reprezentacją Polski tytuł halowego mistrza Europy.
W roku 1999 wywalczył srebrny medal halowych mistrzostw Europy seniorów, a roku 2001 na mistrzostwach w Lucernie wywalczył brązowy medal.
Zdobył tytuł halowego mistrza świata w 2003 roku w Lipsku.
Uczestnik mistrzostw Europy na otwartym stadionie w Dublinie (1995), gdzie Polska zajęła 6. miejsce oraz Padwie (1999) – 9. miejsce.
Uczestnik mistrzostw świata na otwartym stadionie w Utrechcie (1998), gdzie Polska zajęła 12. miejsce i Kuala Lumpur (2002), gdzie Polska zajęła 15. miejsce.
Na igrzyskach w Sydney był członkiem polskiej drużyny, która zajęła 12. miejsce.